# Jean III Kemény
Pour les articles homonymes, voir Kemény.
Jean III Kemény de Magyargyerőmonostor (en hongrois magyargyerőmonostori Kemény János), né le 14 décembre 1607 à Magyarbükkös et mort le 23 janvier 1662 à Nagyszőlős, est un noble hongrois, prince de Transylvanie de 1661 à 1662.

## Biographie
Fils de Boldizsár Kemény (mort en 1630) et de Zsófia Tornyi, c'est un ancien diplomate du prince Gabriel II Bethlen, comte-suprême (főispán) du comitat d'Alsó-Fehér, général en chef de la Transylvanie de Georges II Rákóczi, il est fait prisonnier avec son armée par les Tatars de Crimée en 1656. Libéré à l'automne 1659, il se retourne contre son prince. Il est lui-même élu prince de Transylvanie à 50 ans après la destitution d'Ákos Barcsay. Il reprend la lutte contre les Turcs mais doit faire face à l'opposition de Michel Ier Apafi soutenu par ces derniers. Il trouve la mort le 23 janvier 1662 lors de la bataille de Nagyszőlős.